# Operazione Weitsprung
Operazione Weitsprung (in italiano letteralmente "salto in lungo") fu il nome in codice di un fallito attentato organizzato nel 1943 dalla Germania nazista per eliminare i "Tre Grandi" (Stalin, Winston Churchill, Franklin Delano Roosevelt) durante la loro partecipazione alla conferenza di Teheran.

## Il piano
Il progetto attentatorio fu pianificato da Ernst Kaltenbrunner e vagliato e confermato da Adolf Hitler, dopo aver prelevato informazioni da un codice decifrato della US Navy, dal quale si era appreso di data e luogo della conferenza dei tre leader, fissata per metà ottobre del 1943. Otto Skorzeny fu personalmente scelto da Kaltenbrunner come capo della missione; fu inoltre coinvolto l'agente Elyesa Bazna, sotto il nome in codice "Cicero", che trasmise i dati chiave relativi alla conferenza di Ankara.

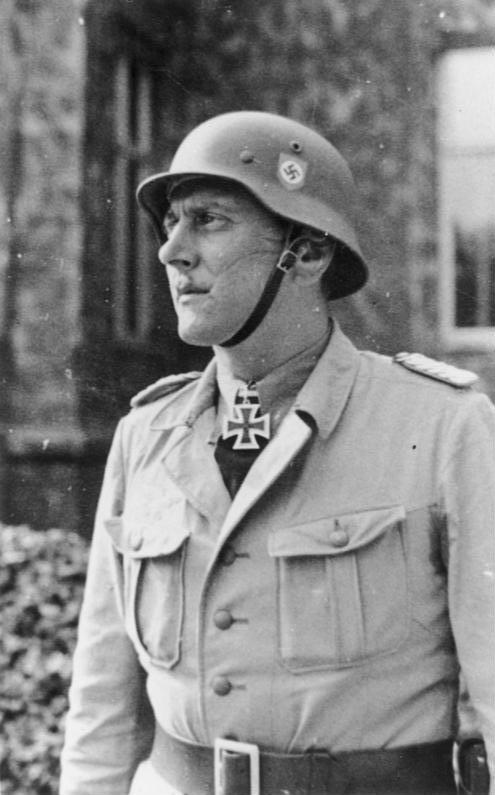
Skorzeny nel 1943

Comunque, una falla nel fragile sistema di sicurezza adottato provocò presto la scoperta del piano da parte dei servizi segreti sovietici. L'agente sotto copertura Nikolai Kuznetsov, fingendosi un Oberleutnant della Wehrmacht di nome Paul Siebert, dalla Ucraina sotto il controllo nazista si fece descrivere il piano nei dettagli conosciuti da Hans Ulrich van Ortel (sotto stato di ubriachezza), uno Sturmbannführer delle SS, che Kuznetsov definì in seguito un "loquace" e "bevitore".
La spia sovietica diciannovenne Gevork Vartanian aveva reclutato una piccola unità di agenti in Iran, dove suo padre, anch'egli una spia, prestava sotto copertura come commerciante. Il gruppo di Vartanian aveva anticipato ogni mossa tedesca e localizzato persino il luogo dell'atterraggio con paracadute di sei operatori radio nazisti, nei pressi di Qom, 60 km da Teheran, seguendoli fino alla capitale, dove la rete di spionaggio tedesca aveva fornito loro una villa composta di tutte le attrezzature necessarie.
Con l'aiuto di forze britanniche, l'unità di Vartanian si occupò della perlustrazione di interi quartieri di Teheran per un totale di 14-16 ore al giorno, fino a che non fu rintracciato il nascondiglio  e allora non fu difficile intercettare, registrare e decodificare le comunicazioni degli attentatori, che avevano in realtà in programma di servirsi di un secondo commando guidato da Skorzeny per l'attacco vero e proprio. Comunque, anche Skorzeny era pedinato dal suo arrivo in Iran dal gruppo di Vartanian.

### Annullamento
Dopo che anche i servizi segreti britannici si unirono nel contrasto del piano attentatorio, ogni singola trasmissione tedesca venne intercettata e le mosse in mente vennero prontamente segnalate. Tuttavia, sul punto di effettuare l'attacco, un operatore tedesco molto scaltro si accorse che le linee radio usate per la messaggistica con Berlino erano sotto controllo, inviò un messaggio criptato alla sede informando della situazione e l'operazione fu annullata.
Skorzeny era del parere che le attrezzature fornite a Teheran sarebbero state comunque inadeguate e che nel complesso il sistema non avrebbe in ogni caso funzionato a modo.
Era anche previsto l'uso di un canale di approvvigionamento idrico, attraverso il quale i nazisti avrebbero dovuto passare per giungere all'ambasciata britannica di Teheran fuorviando le ingenti misure di sicurezza esterne. Il piano d'assassinio del leader britannico doveva svolgersi il 30 novembre, data del compleanno di Churchill, ma anche questa idea fu sventata.

## Eventi successivi
Vartanian fu onorato con la Stella d'Oro, in quanto eroe dell'Unione Sovietica per i suoi servigi resi allo Stato sia nella seconda guerra mondiale che durante la guerra fredda.
Nel 1966 Skorzeny confermò per la prima volta d'essere stato addestrato per l'uccisione dei tre leader.

## Nella cultura di massa
- Nel 1981 uscì nei cinema europei la produzione multinazionale Nido di spie, ispirata liberamente alle vicende del fallito attentato.
- Nel 2008 è uscito il documentario storico The Lion and the Bear, prodotto da British Big Ape Media TV e Moscow TV Centre e incentrato sulle relazioni nell'arco di quattro secoli tra Regno Unito e Russia, con un importante e dettagliato capitolo sulla storia dell'operazione Long Jump.[1]